# سابرینا جادوگر نوجوان
سابرینا جادوگر نوجوان (انگلیسی: Sabrina the Teenage Witch) یک کمدی موقعیت محصول ۱۹۹۶ از شرکت پخش رسانه‌ای آمریکا به بازی ملیسا جون هارت، کارولین رئا و بت بروریک می باشد.